# Laniocera
Laniocera là một chi chim trong họ Tityridae.